# 이충무공사적비
이충무공사적비(李忠武公史蹟碑)는 대한민국 충청남도 아산시 온천동에 있는, 충무공 이순신(1545∼1598) 장군의 업적을 후세에 전하고자 세운 비이다. 1984년 5월 17일 충청남도의 문화재자료 제230호로 지정되었다.

## 개요
충무공 이순신(1545∼1598) 장군의 업적을 후세에 전하고자 세운 비이다.
비각 안에 안치되어 있는 이 비는 거북 받침 위에 비몸을 올린 모습이다. 비몸에 적힌 비문에는 이순신 장군이 임진왜란 당시 나라를 구하기 위해 목숨을 바쳐 왜적과 싸운 내용을 적어 놓았다.
1951년 이충무공 기념사업 추진위원회가 국민의 성금을 모아 세워 놓은 뜻 깊은 비이다.

## 참고 문헌
- 이충무공사적비 - 국가유산청 국가유산포털